# Gonora vitrina
Gonora vitrina är en fjärilsart som beskrevs av Druce 1886. Gonora vitrina ingår i släktet Gonora och familjen mätare. Inga underarter finns listade i Catalogue of Life.